# Gallardoa
Gallardoa là một chi thực vật có hoa trong họ Malpighiaceae.

## Loài
Chi Gallardoa gồm các loài: